# Arne Andersson (kompositör)
Arne Andersson, född 1924, svensk kompositör. Han använde ibland tillsammans med Carl Andersson och Gösta Lundell pseudonymen Carl-Gösta (me) Ahrné.

## Filmmusik
- 1957 - Aldrig i livet